# エルク郡区 (アイオワ州ブエナビスタ郡)
エルク郡区は、アメリカ合衆国、アイオワ州、ブエナビスタ郡にある16の郡区の1つである。2000年の国勢調査で、人口は223人だった。

## 地理
この郡区は93.9平方キロメートル（36.26平方マイル）で、組み込まれている自治体 (incorporated settlements) は存在しない。アメリカ地質調査所によると、ElkとPlainviewの2つの霊園が含まれる。